# Spinepeira
Spinepeira schlingeri es una especie de araña araneomorfa de la familia Araneidae. Es el único miembro del género monotípico Spinepeira. Es originaria de Perú, donde se encuentra en el Departamento de Huánuco.